# Cyclophora aestiva
Cyclophora aestiva là một loài bướm đêm trong họ Geometridae.